# Naoki Miyamoto
Naoki Miyamoto (宮本 直毅?, Miyamoto Naoki,; Hyōgo, 9 dicembre 1934 – Hyōgo, 26 ottobre 2012) è stato un goista giapponese.

## Biografia
Studiò con Utaro Hashimoto e divenne professionista presso la Kansai Ki-in nel 1950 e raggiunse il massimo grado di 9° dan nel 1969. In occidente è conosciuto principalmente come il maggior studioso e commentatore delle partite di Honinbo Shusaku. È stato il maestro di Kunio Oyama, Satsuo Ushinohama e Osamu Matsumura.

## Titoli
| Nazionali                     | Nazionali | Nazionali |
| Tornei                        | Vittorie  | Finalista |
| ----------------------------- | --------- | --------- |
| Kansai Ki-in Primo Posto      | 1 (1959)  |           |
| Campionato della Kansai Ki-in | 1 (1967)  |           |
| Totale in carriera            |           |           |
| Totale                        | 2         | 0         |

| Controllo di autorità | VIAF (EN) 283277497 · ISNI (EN) 0000 0003 8985 7950 · NDL (EN, JA) 00045079 |